# Бокур, Жорж
Жорж Боку́р (фр. Georges Beaucourt, 15 апреля 1912 — 27 февраля 2002) — французский футболист, выступавший на позициях защитника и полузащитника.
Игрок сборной Франции, участник чемпионата мира—1934.

## Карьера

### Клубная
Начал играть в футбол в клубе «Олимпик Лилль». В сезоне 1932/33 в составе клуба принимал участие в первом чемпионате Франции и стал чемпионом страны. В сезоне 1935/36 защитник в составе «Олимпика» стал вице-чемпионом Франции.
С 1938 года играл за «Ланс». В составе нового клуба отыграл 1 сезон в чемпионате страны, а в период до 1943 года, когда чемпионат Франции не разыгрывался, защищал цвета «Ланса» в розыгрышах национального кубка. С 1940 по 1942 год Бокур по совместительству являлся главным тренером команды
.
На протяжении карьеры игрока Бокур 5 раз играл в полуфиналах кубка Франции (1 раз будучи игроком «Олимпика» и четырежды — «Ланса»). Однако ни разу в этих матчах его командам не удавалось пробиться в финал турнира.

### В сборной
Жорж Бокур был в заявке сборной Франции на чемпионате мира—1934, но в турнире не сыграл. Единственный матч за сборную защитник провёл 13 декабря 1936 года (товарищеский со сборной Югославии)
.

## Достижения
- Чемпион Франции (1): 1932/33
- Вице-чемпион Франции (1): 1935/36